# Košarka na OI 1996.
Košarka na Olimpijskim igrama u Atlanti 1996. godine uključivala je natjecanja u muškoj i ženskoj konkurenciji.

## Osvajači odličja
| Muški | Zlato | Srebro | Bronca |
| Muški | SAD Charles Barkley Anfernee Hardaway Grant Hill Hakeem Olajuwon Karl Malone Reggie Miller Shaquille O'Neal Scottie Pippen Mitch Richmond John Stockton David Robinson Gary Payton | SR Jugoslavija (SiCG)Dejan Tomašević Miroslav Berić Dejan Bodiroga Zeljko Rebrača Predrag Danilović Vlade Divac Aleksandar Đorđević Sasa Obradović Žarko Paspalj Zoran Savić Nikola Lončar Milenko Topić          | LitvaArvydas Sabonis Rimas Kurtinaitis Darius Lukminas Saulius Štombergas Eurelijus Žukauskas Šarūnas Marčiulionis Mindaugas Žukauskas Gintaras Einikis Andrius Jurkūnas Artūras Karnišovas Rytis Vaišvila Tomas Pačėsas |
| Žene  | SAD Teresa Edwards Dawn Staley Ruthie Bolton Sheryl Swoopes Jennifer Azzi Lisa Leslie Carla McGhee Katy Steding Katrina Felicia McClain Rebecca Lobo Venus Lacey Nikki McCray      | Brazil Hortencia Marcari Oliva Maria Angelica Adriana Aparecida Santos Leila Sobral Maria Paula Silva Janeth Arcain Roseli Gustavo Marta Sobral Silvia Luz Alessandra Oliveira Cintia Santos Claudia Maria Pastor | Australija Robyn Maher Allison Cook Alexandra Brondello Michele Timms Shelley Sandi Trish Fallon Michelle Chandler Fiona Robinson Carla Boyd Jennifer Whittle Rachael Sporn Michelle Brogan                              |